# Emilie Högquist
Emilie Högquist, née le 29 avril 1812 à Stockholm et morte le 18 décembre 1846 à Turin (Italie), est une actrice suédoise.
Elle était une des premières vedette du Théâtre dramatique royal. Elle est également connue dans l'histoire pour son histoire d'amour avec le roi Oscar Ier.
Un film lui est consacré en 1939 par Gustaf Molander : Emilie Högquist.